# 2. Liga (Austria)
La 2. Liga, già nota come Erste Liga (tedesco per "prima lega"), è la seconda divisione professionistica del campionato austriaco di calcio. È composta da 16 squadre, che si affrontano in un girone di andata e ritorno, per un totale di 30 giornate. La squadra vincente del campionato vi è promossa, mentre le ultime tre classificate sono retrocesse in Regionalliga. Si tratta del più basso livello a carattere completamente professionistico, oltreché a girone unico, nel calcio austriaco.
Il campionato era conosciuto fino al 2018 come Sky Go Erste Liga per ragioni di sponsorizzazione e, per il medesimo motivo, dal 2002 al 2008 come Red Zac Erste Liga e nella stagione 2009-2010 come ADEG Erste Liga. Dal 2010 al 2014 era denominata "Heute für Morgen" Erste Liga.
La struttura preesistente alla riforma della stagione 2018/2019, è andata avanti, con leggeri aggiustamenti, dalla stagione 1974-1975, in seguito alla riforma generale che coinvolse tutto il calcio austriaco in quell'occasione.

## Regolamento
Per la stagione 2010-2011 è stata decisa la riduzione da 12 a 10 squadre, con l'esclusione delle formazioni Amateure, le quali non potranno più giocare nei tornei professionistici, e il ritorno alla formula utilizzata fino al 2007. L'alternativa, poi scartata, prevedeva l'espansione a 16 club senza l'esclusione delle squadre riserve dei team della Bundesliga.

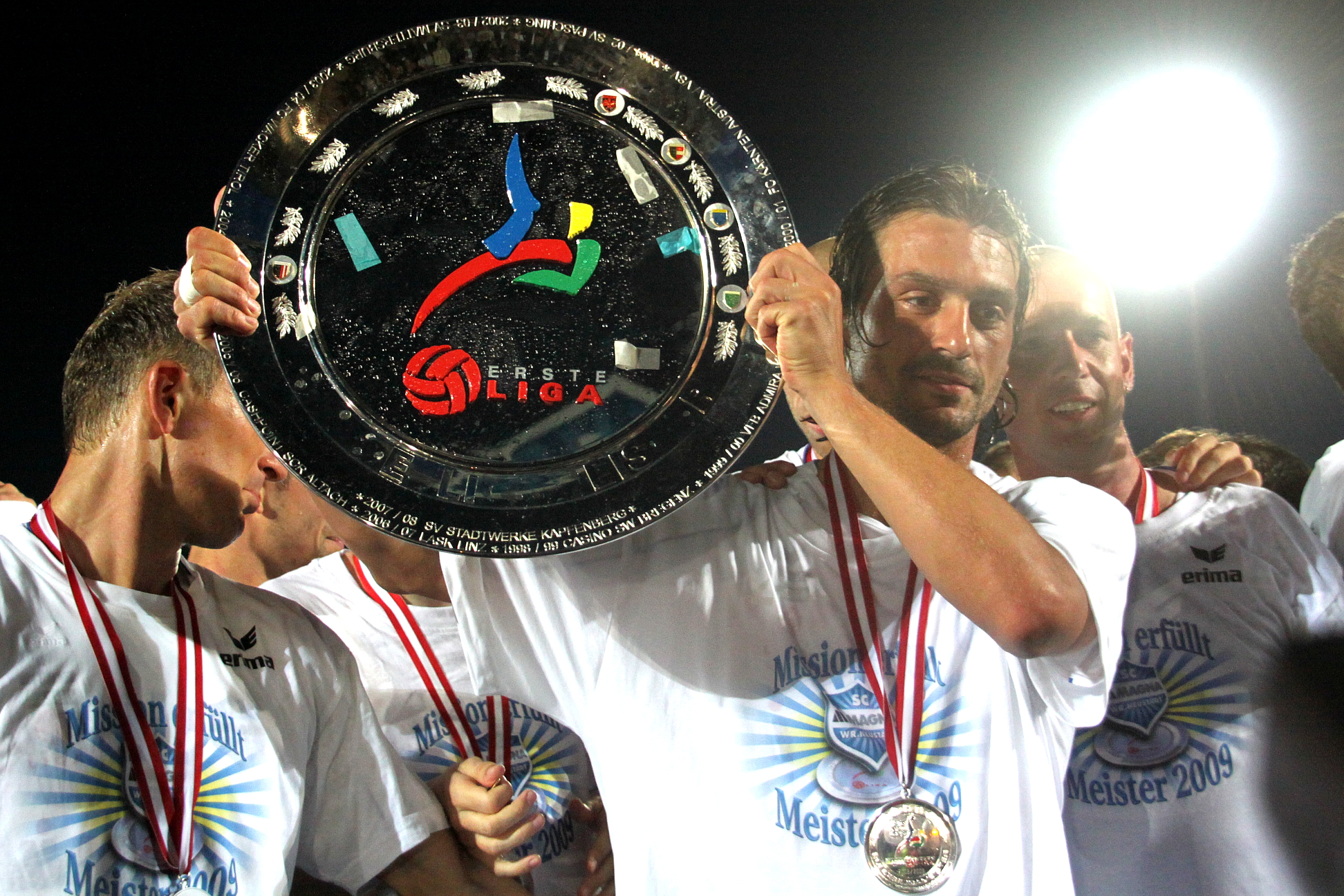
Sanel Kuljić festeggia la vittoria della Erste Liga 2008-2009

Con questa riforma, il campionato di Erste Liga avrà di nuovo lo stesso meccanismo di quello di Bundesliga, con un doppio girone di andata e ritorno, per un totale di 36 giornate, al termine delle quali la società vincitrice otterrà la promozione in massima serie, e l'ultima classificata retrocederà direttamente in Regionalliga. La 9ª classificata disputerà un torneo di spareggio con le vincitrici dei tre gruppi di Regionalliga, la vincitrice di questo mini-torneo otterrà la promozione (o la permanenza) in Erste Liga.
La partecipazione al campionato, organizzato e diretto dalla Österreichische Fußball-Bundesliga, è legata alla concessione della licenza da parte della stessa: qualora qualche team venga escluso per motivi finanziari, come accaduto all'Austria Kärnten nel 2010, si effettuano ripescaggi tra le società retrocesse.
Dalla stagione 2014-2015 la formula del campionato è stata modificata. Sono infatti le ultime due squadre a retrocedere direttamente in Regionalliga, anziché una sola.
Dalla stagione 2018-2019 le squadre partecipanti al torneo sono 16 e si affrontano in un girone all'italiana, con partite di andata e ritorno. Quindi in una stagione si disputano in totale 30 giornate di campionato. La prima classificata viene promossa in Bundesliga, mentre le ultime 3 retrocedono in Regionalliga.

## Storia
Nel 1974 la riforma del calcio austriaco introdusse un secondo livello professionistico nel campionato: fu creata la Bundesliga con 10 squadre e, al di sotto di essa, la Nationalliga, fino alla stagione precedente il massimo campionato, fu "retrocessa" a seconda serie. Era originariamente composta da 14 società, che divennero 16 nella stagione seguente, in concomitanza con il cambiamento di denominazione in 2. Division: con questa formula, la vincitrice otteneva la promozione in Bundesliga, e le ultime tre classificate retrocedevano in Regionalliga.
Nella stagione 1981-1982 furono promosse 6 squadre, e bloccate le retrocessioni, per l'allargamento della 1. Division a 16 club, così nell'anno seguente le promozioni/retrocessioni tra le due categorie professionistiche aumentarono a 2 per stagione, e nel 1983-1984 a 3, conservando le 3 retrocessioni in Regionalliga. Nel 1984-1985 però i ranghi vennero nuovamente ridotti, e in quella stagione si ebbe una sola promozione, e ben 11 retrocessioni nelle leghe regionali, per avere dal 1985-1986 una 1. Division e una 2. Division con 12 squadre ciascuna, e l'introduzione del complicato meccanismo di play-off e play-out che durerà fino al 1993.
Con la stagione 1993-1994 la Bundesliga assunse l'attuale conformazione a 10 squadre e la 2. Division fu portata a 16 club. La vincitrice veniva promossa direttamente, sostituendo l'ultima classificata nel torneo maggiore, mentre la penultima di Bundesliga e la seconda di 2. Division spareggiavano tra di loro. Le ultime 3 classificate retrocedevano come di consueto in Regionalliga. Questa formula fu conservata sino al 1997-1998, anno in cui anche la 2. Division fu ridotta a 10 squadre e, ricalcando in pieno il regolamento della serie maggiore, fu introdotta la retrocessione diretta dell'ultima classificata, e lo spareggio tra la penultima e le vincitrici della Regionalliga, con 2 posti in palio. Sempre nel 1998 il torneo assunse la denominazione di Erste Liga che ancora conserva. Da allora l'unica modifica fu l'allargamento, nell'estate del 2006, a 12 formazioni, con una promozione e 3 retrocessioni dirette, ma la riforma del torneo stabilita nel 2009 ha di fatto ripristinato il formato precedente a partire dalla stagione 2010-2011.
Sempre nel corso della riunione decisiva, fu deciso che le formazioni riserva (Amateure) delle squadre professionistiche non potranno giocare i campionati nazionali, ma solo quelli regionali. Le uniche formazioni Amateure ad aver preso parte alla Erste Liga sono state quelle di Austria Vienna (2005-2010) e Salisburgo (2008-2010).
Nel 2018-2019 ha assunto la denominazione di 2. Liga.

## Squadre partecipanti 2024-2025
| Club             | Città                  | Stadio                    | Stagione precedente      |
| ---------------- | ---------------------- | ------------------------- | ------------------------ |
| Admira/Wacker    | Mödling                | BSFZ-Arena                | 5° in 2. Liga            |
| Austria Lustenau | Lustenau               | Reichshof                 | 12° in Bundesliga        |
| SW Bregenz       | Bregenz                | ImmoAgentur Stadion       | 11° in 2. Liga           |
| First Vienna     | Vienna                 | Hohe Warte                | 7° in 2. Liga            |
| Floridsdorfer    | Vienna                 | Leopold Stroh             | 3° in 2. Liga            |
| Kapfenberger     | Kapfenberg             | Franz Fekete Stadion      | 12° in 2. Liga           |
| Liefering        | Liefering (Salisburgo) | Untersberg Arena (Grödig) | 6° in 2. Liga            |
| Ried             | Ried im Innkreis       | Keine Sorgen Arena        | 2° in 2. Liga            |
| Rapid Vienna II  | Vienna                 | Allianz Stadion           | 1° in Regionalliga Est   |
| SKU Amstetten    | Amstetten              | Ertl Glas Stadion         | 16° in 2. Liga           |
| St. Pölten       | Sankt Pölten           | NV Arena                  | 8° in 2. Liga            |
| Stripfing        | Weikendorf             | Sportplatz Stripfing      | 13° in 2. Liga           |
| Sturm Graz II    | Graz                   | Stadion Graz-Liebenau     | 15° in 2. Liga           |
| SV Lafnitz       | Lafnitz                | Sportplatz Lafnitz        | 10° in 2. Liga           |
| SV Horn          | Horn                   | Sportplatz Horn           | 9° in 2. Liga            |
| Voitsberg        | Voitsberg              | Hans Blümel Stadion       | 1° in Regionalliga Mitte |

## Albo d'oro
- 1974-1975  Grazer AK
- 1975-1976  First Vienna
- 1976-1977  Wiener SC
- 1977-1978  Austria Salisburgo
- 1978-1979  LASK
- 1979-1980  Eisenstadt
- 1980-1981  SSW Innsbruck
- 1981-1982  Austria Klagenfurt
- 1982-1983  St. Veit
- 1983-1984  Spittal/Drau
- 1984-1985  Salzburger AK
- 1985-1986  First Vienna
- 1986-1987  Mödling
- 1987-1988  VSE St. Pölten
- 1988-1989  Salisburgo
- 1989-1990  Leoben
- 1990-1991  VÖEST Linz
- 1991-1992  Mödling
- 1992-1993  Grazer AK
- 1993-1994  LASK
- 1994-1995  Grazer AK
- 1995-1996  Linz
- 1996-1997  Austria Lustenau
- 1997-1998  Vorwärts Steyr
- 1998-1999  SW Bregenz
- 1999-2000  Admira Wacker M.
- 2000-2001  Kärnten
- 2001-2002  PlusCity Pasching
- 2002-2003  Mattersburg
- 2003-2004  Wacker Tirol
- 2004-2005  Ried
- 2005-2006  Altach
- 2006-2007  LASK Linz
- 2007-2008  Kapfenberger
- 2008-2009  Wiener Neustadt
- 2009-2010  Wacker Innsbruck
- 2010-2011  Admira Wacker M.
- 2011-2012  WAC-St. Andrä
- 2012-2013  Grödig
- 2013-2014  Altach
- 2014-2015  Mattersburg
- 2015-2016  St. Pölten
- 2016-2017  LASK
- 2017-2018  Wacker Innsbruck
- 2018-2019  WSG Swarovski Tirol
- 2019-2020  Ried
- 2020-2021  Austria Klagenfurt
- 2021-2022  Austria Lustenau
- 2022-2023  Blau-Weiß Linz
- 2023-2024  Grazer AK

### Vittorie per squadra
| Squadra             | Vittorie | Stagione                                   |
| ------------------- | -------- | ------------------------------------------ |
| LASK                | 4        | 1978-1979, 1993-1994, 2006-2007, 2016-2017 |
| Wacker Innsbruck    | 3        | 2003-2004, 2009-2010, 2017-2018            |
| Grazer AK           | 2        | 1974-1975, 1992-1993, 1994-1995            |
| First Vienna        | 2        | 1975-1976, 1985-1986                       |
| Salisburgo          | 2        | 1977-1978, 1988-1989                       |
| Mödling             | 2        | 1986-1987, 1991-1992                       |
| St. Pölten          | 2        | 1987-1988, 2015-2016                       |
| Linz                | 2        | 1990-1991, 1995-1996                       |
| Austria Lustenau    | 2        | 1996-1997, 2021-2022                       |
| Admira Wacker M.    | 2        | 1999-2000, 2010-2011                       |
| Mattersburg         | 2        | 2002-2003, 2014-2015                       |
| Ried                | 2        | 2004-2005, 2019-2020                       |
| Altach              | 2        | 2005-2006, 2013-2014                       |
| Wiener SC           | 1        | 1976-1977                                  |
| Eisenstadt          | 1        | 1979-1980                                  |
| SSW Innsbruck       | 1        | 1980-1981                                  |
| Austria Klagenfurt  | 1        | 1981-1982                                  |
| St. Veit            | 1        | 1982-1983                                  |
| Spittal/Drau        | 1        | 1983-1984                                  |
| Salzburger AK       | 1        | 1984-1985                                  |
| Leoben              | 1        | 1989-1990                                  |
| Vorwärts Steyr      | 1        | 1997-1998                                  |
| SW Bregenz          | 1        | 1998-1999                                  |
| Kärnten             | 1        | 2000-2001                                  |
| PlusCity Pasching   | 1        | 2001-2002                                  |
| Kapfenberger        | 1        | 2007-2008                                  |
| Wiener Neustadt     | 1        | 2008-2009                                  |
| WAC-St. Andrä       | 1        | 2011-2012                                  |
| Grödig              | 1        | 2012-2013                                  |
| WSG Swarovski Tirol | 1        | 2018-2019                                  |
| Austria Klagenfurt  | 1        | 2020-2021                                  |